# ICAM

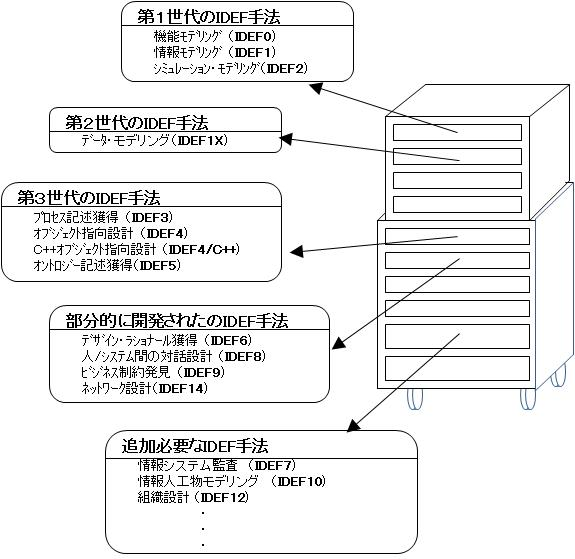
ICAMプログラムで開発されたIDEF 手法の全貌

統合化されたコンピュータ支援製造 (Integrated computer-aided Manufacturing, ICAM)は、製造統合をサポートするツール、技法、及びプロセスを開発する、米空軍のプログラムの一つである。多くの企業のコンピュータ統合製造 (CIM)及びコンピュータ支援製造 (CAM)プロジェクトの試みに影響を与えた。
ICAMプログラムは、ライト・パターソン空軍基地における彼らの技術近代化の取組として米空軍によって1976年に設立されそして管理されたイニシアティブであった。そのプログラムは、統合化定義（IDEF）と呼ばれる、管理と事業改善におけるモデリングと分析のための一連の標準開発を主導した。

## 全貌
米空軍（USAF）のICAMプログラムは、オハイオ州のライト・パターソン空軍基地にある米空軍物資研究所でデニス・ウィスノスキーやダン・L.・シュンク（Dan L. Shunk）他によって1976年に設立された。1970年代中ごろ、ジョセフ・ハリントン は、ICAMプログラムの設計でウィスノスキーとシュンクにアシストされ、製造企業全体を包含するコンピュータ統合製造 (CIM)の概念を広げた。ハリントンは製造を一つの『モノリシック（ひと固まり）な機能』と考えた。
ICAMプログラムは、新しいアプローチが製造会社での統合を達成するため必要であることを示した先鞭であった。ウィスノスキーとシュンクは、彼らのICAMプロジェクトの仕組み（アーキテクチャ）を描き、共に作業しなければならなかった種々の要素を示す『ホイール（轍）』を開発した。ウィスノスキーとシュンクは、統合のため必要とされる相互依存性のWebを理解する最初の最中であった。彼らの作業は、一連のシーケンシャルな運用から並列な処理へ製造の焦点をシフトさせる最初の大きなステップを代表する。
ICAMプログラムは、製造統合をサポートするツール、技法、及びプロセスを開発するため、1億ドル以上を費やし、多くの企業のCIMプロジェクトの試みに影響を与えた。空軍のICAMプログラムは、統合化努力の中心としてデータの役割を認識した。データは、機能を横切って共通でかつ共有されるべきだ。その概念は、未だにその時間よりも進んだままである、なぜなら、ほとんどの主要な会社は、1990年代に良くなるまで、データ・アーキテクチャ（仕組み）への挑戦を真剣に攻撃し始めないであろうことから。ICAMプログラムはまた、製造施設内で実行される主な活動を分析し文書化する方法のニーズを認識した。そこで、ICAMから管理と事業改善努力におけるモデリングと分析のための標準である、IDEF群が登場した。IDEFは、ICAM DEFnitionを意味する。

## その影響

### 標準データ・モデル
データから真の意味を得るため、我々はまた、データが記述する世界のモデルを定式化し、それに合意したに違いない。我々はそこでこれがモデルの2つの異なる種類と実際に係わることを理解する：
- 情報モデルと呼ばれる、データとそれを記述する実世界の物理的及び概念的オブジェクト間の静的な関連、及び
- 機能的モデルと呼ばれる、そのオブジェクト自身の動的な特徴から派生される、データの利用と変更のためのルール。

製造と物品フローのためデータ交換するこれらのモデルの意味は、空軍の統合化されたコンピュータ支援製造（ICAM）プロジェクトの早期に認識され、そしてIDEFの公式なモデリング・プロジェクトへの機運を高めた。 IDEFは、公式な機能モデリングアプローチ（IDEF0）と情報モデリング言語（IDEF1）の仕様を作成した。 さらに最近の製品データ交換のための標準 (STEP)に関係した、米国における『プロダクト・データ交換仕様（PDES）』プロジェクトと、ヨーロッパ経済圏におけるコンピュータ統合製造オープン・システム仕組 [ISO87]プロジェクトは、有用なデータ共有がそのデータ記述コンテキストの公式な意味的データモデルなしで不可能であるとの考え方をそっくりそのまま受け容れた。
それらそれぞれの努力のスペクトル内で、これらプロジェクトのそれぞれは、製造されるオブジェクト、物品及びプロダクトの特徴のため、及び製造と組立プロセスのための、情報モデルの完全な備えを持つ。それぞれはまた、製品ライフサイクルの様々なフェーズの詳細な機能モデルへの約束をも持つ。これら最近の努力すべての目的は、製品設計、製造、配送、及び支援などの多くの局面での情報の交換を標準化することである。

### ICAM定義の更なる研究
ICAM定義（IDEF）を使いそして提要する研究は進行した。1990年代に、例えばジョージア工科大学の物品取扱研究センター（MHRC）とアーカンソー大学は、彼らの情報システム研究領域でそれを含めた。その領域は、物品移動と物品取扱問題への人工知能のアプリケーションに伴わなければならない情報に焦点を当てる。MHRCの研究は、機械の故障や原料不足のような計画外の出来事を取扱うモデルと同様に、製造事業体をサポートするのに必要な物品フローと同じように情報フローを含むため、統合化されたコンピュータ支援製造定義（IDEF）アプローチを拡張することに係わる。過去の研究は、任意のサイズのパッケージを自動的にパレット化するソフトウエア、トラック・トレーラへの積込みや荷降ろしを自動化するシステム、あるいは光ファイバーを造り上げる統合化された生産制御システムをもたらした。